# Almlunda
Almlunda är en bebyggelse i Bunkeflo socken i Malmö kommun, Skåne län. Från 2023 avgränsade SCB här en småort.